# Wasze Radio FM
Wasze Radio FM – polska rozgłośnia z Wągrowca o charakterze uniwersalnym z elementami lokalnymi założona przez jednego z mieszkańców – Pi Kwadrat Piekarski & Pietrzak Sp. z o.o.. Serwisy informacyjne i pogodowe dostarczane są przez Grupę Radiową Agory w ramach jej oferty dla stacji lokalnych.

## Historia
Rozgłośnia otrzymała koncesję 16 czerwca 2016 roku.
30 marca 2017 o godzinie 18:00 stacja rozpoczęła nadawanie sygnału testowego. Pierwszym utworem, który zabrzmiał w eterze był „Bridge to your heart” grupy Wax.